# Mario Frank (Jurist)

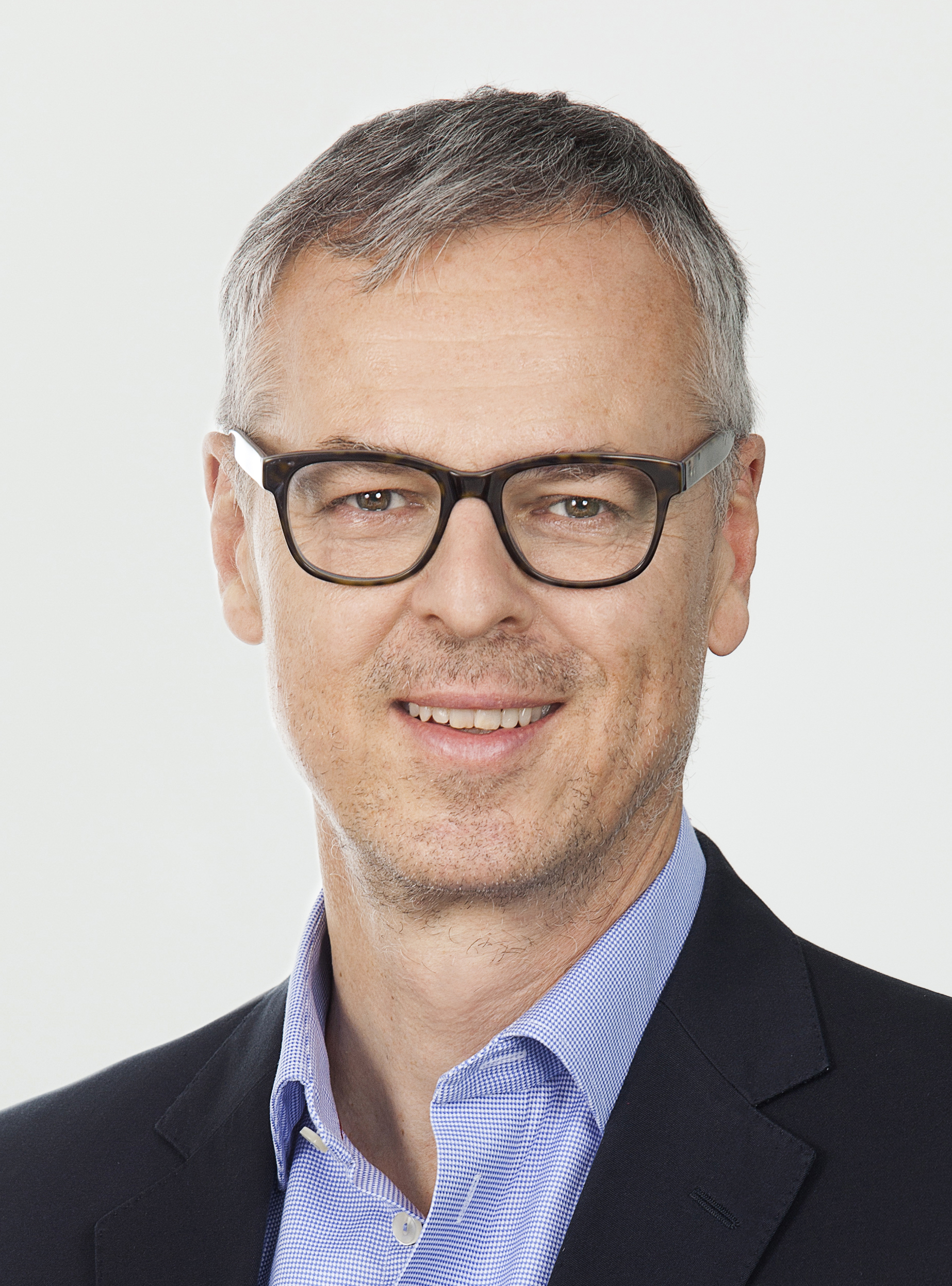
Mario Frank (2013)

Mario Frank (* 31. Mai 1958 in Rostock) ist ein Jurist, ehemaliger Medienmanager und Buchautor. Von 2007 bis 2008 war er Geschäftsführer der Spiegel-Verlagsgruppe. Seit 2011 ist er Rechtsanwalt in Berlin.

## Biographie
Frank wuchs in der Schweiz auf und ging dort zur Schule. Nach dem Grundwehrdienst in Landshut studierte er von 1979 bis 1984 Rechtswissenschaften an den Universitäten Regensburg und Freiburg im Breisgau, wo er das erste juristische Staatsexamen ablegte. Anschließend war er Referendar am Kammergericht in Berlin und an der Deutsch-Südafrikanischen Handelskammer in Johannesburg. 1987 absolvierte er das zweite juristische Staatsexamen in Berlin. 1988 wurde er mit einer Dissertation über das Justizministerium der DDR zum Dr. iur. promoviert.
1987 startete Frank seine Berufslaufbahn in der Medienwirtschaft als Assistent des damaligen Vorstandsvorsitzenden der Bertelsmann AG, Mark Wössner. Ab 1989 sammelte er operative Erfahrungen beim Druck- und Verlagshaus Gruner + Jahr: zuerst als Vertriebsleiter der Hamburger Morgenpost, anschließend als Verlagsleiter und Geschäftsführer der G+J-Boulevardzeitungen in Hamburg, Dresden und Berlin. 1994 wurde er zum Geschäftsführer der Dresdner Druck- und Verlagshaus GmbH & Co. KG bestellt, in der u. a. die Sächsische Zeitung und die Morgenpost in Sachsen erscheinen.
Anfang 2007 wurde er alleiniger Geschäftsführer der Spiegel-Verlagsgruppe, zu der neben dem Nachrichtenmagazin Spiegel u. a. die Spiegelnet GmbH, die Spiegel TV GmbH sowie die Manager-Magazin-Verlagsgesellschaft mbH gehören. Mit Wirkung zum 15. September 2008 schloss er mit den Gesellschaftern der Spiegelverlagsgruppe einen Aufhebungsvertrag und legte die Geschäftsführung nieder. Seit 2011 ist er Rechtsanwalt in Berlin. Daneben war er von 2013 bis 2016 Gesellschafter und Geschäftsführer der Berliner Kommunikationsagentur von Neuem.
Neben seiner Berufstätigkeit ist er als Buchautor der Zeitgeschichte hervorgetreten. Seine 2001 erschienene Ulbricht-Biografie galt als wissenschaftliches Standardwerk. Seine Arbeit „Der Tod im Führerbunker – Hitlers letzte Tage“ wurde bislang in fünf Sprachen übersetzt und erschien als Lizenzausgabe in Polen, Frankreich, Lettland, Ungarn und Tschechien. Im Oktober 2013 veröffentlichte er sein Buch über den damaligen Bundespräsidenten Joachim Gauck.

## Buchveröffentlichungen
- Walter Ulbricht. Eine deutsche Biografie. Siedler Verlag, Berlin 2001, ISBN 3-88680-720-7
- Der Tod im Führerbunker. Hitlers letzte Tage. Siedler Verlag, Berlin 2005, ISBN 3-88680-815-7.
- Gauck – Eine Biographie. Suhrkamp Verlag, Berlin 2013, ISBN 978-3-518-42411-7.

## Belege
1. ↑  „Wechsel beim Spiegel: Mario Frank muss gehen“, FAZ, 26. April 2008
2. ↑  https://www.kanzleifrank.com
3. ↑  Kommunikationsagentur von Neuem
4. ↑  Mario Frank: Walter Ulbricht. Eine deutsche Biografie - Perlentaucher

| Personendaten    | Personendaten     |
| ---------------- | ----------------- |
| NAME             | Frank, Mario      |
| KURZBESCHREIBUNG | deutscher Manager |
| GEBURTSDATUM     | 31. Mai 1958      |
| GEBURTSORT       | Rostock           |